# Petite mineuse du pêcher
Anarsia lineatella
Espèce
Anarsia lineatella, la Petite mineuse du pêcher, est une espèce de Lépidoptères (papillons) de la famille des Gelechiidae dont la chenille est un ravageur qui s'attaque au Pêcher et aussi à l'Abricotier, au Prunier, à l'Amandier et au Cerisier.

## Description
L'imago a une envergure de 11 à 15 mm.
La chenille à tête noire mesure de 15 à 16 mm avant de chrysalider.